# Доба револуција
Доба револуције је период од касног 18. до средине 19. века током којег су се значајни револуционарни покрети дешавали у већем делу Европе и Америке. Овај период значајан је по преласку са апсолутистичких монархија на представничке владе са уставом и стварање националних држава.
Под утицајем идеја Просветитељства, Америчка револуција (1765–1783) обично се сматра почетком Доба револуције. Она је, пак, инспирисала Француску револуцију у 1789. години, која се брзо проширила на остатак Европе кроз своје ратове. Ови ратови, такође названи и Наполеонови ратови, шириле су неке нове либералне идеје из Француске у покорене територије, али ове промене ипак нису спречиле сталне устанке и немир, поготово у Шпанији и Немачкој. Након пораза Француске, велике европске силе су на Бечком конгресу 1814–1815. године формирале Свету Алијансу у покушају да спрече будуће револуције, а такође су обновљене претходне монархије. Ипак, Шпанија је била значајно ослабљена Наполеоновим ратовима и изгубила је контролу над својим америчким колонијама, које су скоро све прогласиле своју независност између 1810. и 1820. године. Разне револуције су се даље захватиле и јужну Европу 1820. године, са побунама у Португалу, Шпанији, Италији и Грчкој. Континенталну Европу потресле су две сличне револуционарне таласе 1830. и 1848. године, које се такође називају Пролеће народа. Демократске захтеве револуционара често су се спајали са покретима за независност или покрете за национална уједињења, као што је било у Италији, Немачкој, Пољској, Мађарској (тада Угарској) и другим земљама. Насилно потискивање Пролећа народа означило је крај овог периода

## Револуције у Србији
Главни чланак: Српска револуција
Српска револуција односи се на период од 1804. до 1835. године, када је Србија прошла кроз значајне промене које су довеле до њене аутономије и модернизације. Обухвата Први српски устанак (1804–1813), Хаџи Проданову буну (1814), Други српски устанак (1815) и владавину Милоша Обреновића до доношења Сретењског устава 1835. године.
Током овог периода, Срби су успели да се ослободе од османске власти, а друштво је почело да се мења у правцу модерне државе. Први српски устанак, под Карађорђевим вођством, започет је као отпор турским дахијама, али је убрзо прерастао у широку борбу за национално ослобођење. Устаници су привремено стекли независност и успоставили власт преко народне скупштине и Совјета, али су 1813. године били поражени.
Други српски устанак, под вођством Милоша Обреновића, водио је ка постепеном стицању аутономије. Милош је вешто преговарао са Османлијама и уз подршку Русије обезбедио низ права за Србију. Документима као што су Хатишериф из 1830. и 1833. године, Србија је добила слободу вероисповести, право на самоуправу и економску независност. Милош је 1835. донео Сретењски устав, који је означио важан корак ка модерној држави, мада је убрзо укинут.
Ови догађаји су уједно означили почетак српског националног препорода и стварања разних државних институција.

## Француска револуција
Главни чланак: Француска револуција
Француска револуција била је период значајних друштвених и политичких промена у Француској, који је обележен заменом апсолутне монархије републиканским режимом. Она је означила нову еру политичких идеја, укључујући Декларацију о правима човека и грађанина, као и концепте слободе, једнакости и националног суверенитета. Иако су револуционарни идеали допринели друштвеним реформама, период је био праћен великим насиљем, посебно током владавине терора.
Револуција је имала глобални утицај, инспиришући касније револуционарне покрете широм Европе и света. Истовремено, она је довела до дубоких промена у политичком систему, као и у односима између цркве и државе, и породичним структурама. Револуција се често сматра једним од кључних догађаја у модерној историји, упоређујући се са Руском револуцијом.

## Индустријска револуција
Главни чланак: Индустријска револуција
Индустријска револуција представљала је прелазак на нове начине производње у периоду од око 1760. године до око 1820. и 1840. године. Овај догађај обележио је значајну прекретницу у историји, утичући на скоро сваки аспект свакодневног живота. Посебно су просечни приходи и становништво почели да показују до тада незапамћен раст. То је довело до брзог ширења градова, што је изазвало неке друштвене тензије и немире.
Примем тога су биле економске невоље повезане са овом индустријализацијом, које су касније подстакле разне револуције. Појавиле су се нове друштвене класе које су захтевале промене, па се тадашњи систем морао њима прилагодити. То је било видно кроз успон урбане средње класе, која је постала толико моћна да је морала бити интегрисана у политички систем.
Ове друштвене промене довеле су и до старих политичких идеја усмерених против друштвених односа претиндустријског режима.

## Америчка револуција
Главни чланак: Америчка револуција
Америчка револуција је била вишегодишњи конфликт између Велике Британије, као и њених колонија, и побуњеничких Тринаест колонија, које су добивале подршку од Француске, Шпаније и Холандије.

Исход рата била је америчка победа на Британијом, што је потврдило америчку независност као прву европску колонију која би добила независност. Америка је својим уставом постала прва права демократска република и усвојила свој систем електорског колеџа.